# Polsat Film HD
Polsat Film HD è una rete televisiva generalista polacca gestita e di proprietà di Cyfrowy Polsat che trasmette in lingua polacca.